# Badstüberstraße 22 (Stralsund)

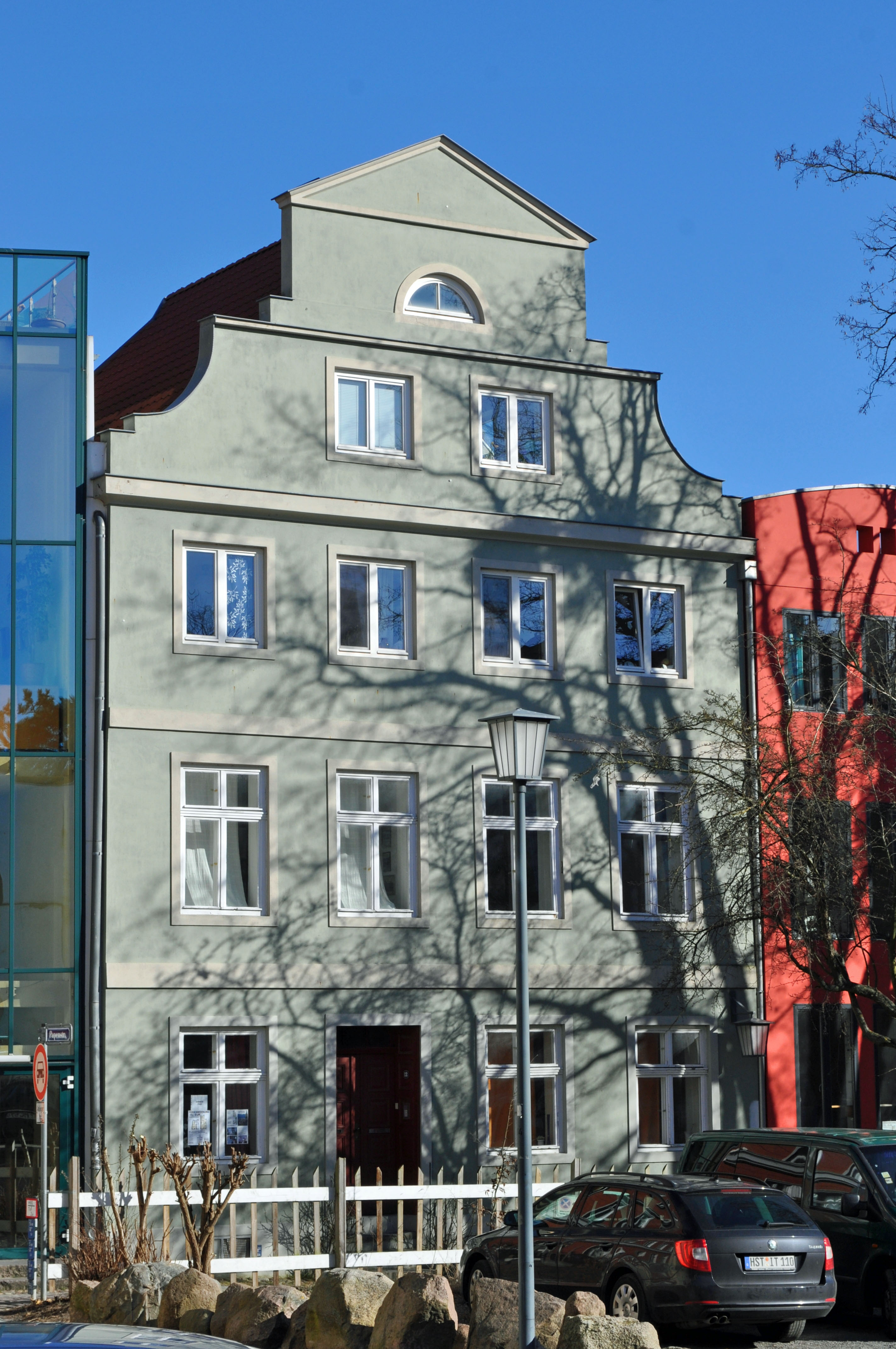
Das Haus Badstüberstraße 22 in Stralsund (2012)

Das Haus mit der postalischen Adresse Badstüberstraße 22 ist ein unter Denkmalschutz stehendes Gebäude in der Badstüberstraße in Stralsund.
Das dreigeschossige, vierachsige Giebelhaus wurde um das Jahr 1800 errichtet, ist im Kern aber weit älter.
Die Fassade ist horizontal durch Gurtgesimse gegliedert, ein kräftiges Gesims ist zudem am Fuß des Schweifgiebels mit seinem dreieckigen Abschluss ausgeführt.
Das Haus liegt im Kerngebiet des von der UNESCO als Weltkulturerbe anerkannten Stadtgebietes des Kulturgutes „Historische Altstädte Stralsund und Wismar“. In die Liste der Baudenkmale in Stralsund ist es mit der Nummer 82 eingetragen.